# North American Soccer League (1969)
North American Soccer League 1970 - 2. sezon NASL, ligi zawodowej znajdującej się na najwyższym szczeblu rozgrywek w Stanach Zjednoczonych i Kanadzie. Sezon rozpoczął się Pucharu Interkontynentalnego NASL i zakończył się na sezonie zasadniczym. Zwcyięzcą ligi w sezonie 1969 został Kansas City Spurs.

## Rozgrywki
Zwycięzcą Pucharu Interkontynentalnego NASL został Kansas City Spurs, który również zwyciężył w sezonie zasadniczym i tym samym zwyciężył w lidze. W rozgrywkach w sezonie 1969 udział wzięło pięć zespołów.
Z rozgrywek w sezonie 1969 wycofało się dwanaście zespołów:
| - Boston Beacons - Chicago Mustangs - Cleveland Stokers - Detroit Cougars |  | - Houston Stars - Los Angeles Wolves - New York Generals - Oakland Clippers |  | - San Diego Toros - Toronto Falcons - Vancouver Royals - Washington Whips |

## Puchar Interkontynentalny
Turniej był rozgrywany systemem kołowym. Władze ligi importowały do turnieju piłkarzy z klubów brytyjskich.
Atlanta Chiefs  była reprezentowana przez Aston Villa
Baltimore Bays był reprezentowany przez West Ham United
Dallas Tornado był reprezentowany przez Dundee United
Kansas City Spurs był reprezentowany przez Wolverhampton Wanderers
St. Louis Stars był reprezentowany przez Kilmarnock F.C.
Punktacja:
- 6 punktów za zwycięstwo
- 3 punkty za remis
- 0 punktów za porażkę
- 1 punkt każdy za gol zdobyty w trzech meczach

W = Wygrane, P = Porażki, R = Remisy, GZ = Gole strzelone, GS = Gole stracone, PKT = Liczba zdobytych punktów
| Drużyna           | W | P | R | GZ | GS | PKT |
| ----------------- | - | - | - | -- | -- | --- |
| Kansas City Spurs | 6 | 2 | 0 | 25 | 13 | 57  |
| Baltimore Bays    | 5 | 2 | 1 | 23 | 13 | 52  |
| Dallas Tornado    | 2 | 4 | 2 | 13 | 22 | 31  |
| Atlanta Chiefs    | 2 | 4 | 2 | 10 | 16 | 28  |
| St. Louis Stars   | 2 | 5 | 1 | 11 | 18 | 26  |

## Sezon zasadniczy
W sezonie zasadniczym kluby wystawiły do rozgrywek własnych piłkarzy, w którym zwyciężyła drużyna Kansas City Spurs.
Punktacja:
- 6 punktów za zwycięstwo
- 3 punkty za remis
- 0 punktów za porażkę
- 1 punkt każdy za gol zdobyty w trzech meczach

W = Wygrane, P = Porażki, R = Remisy, GZ = Gole strzelone, GS = Gole stracone, PKT = Liczba zdobytych punktów
| Drużyna           | W  | P  | R | GZ | GS | PKT |
| ----------------- | -- | -- | - | -- | -- | --- |
| Kansas City Spurs | 10 | 2  | 4 | 53 | 28 | 110 |
| Atlanta Chiefs    | 11 | 2  | 3 | 46 | 20 | 109 |
| Dallas Tornado    | 8  | 6  | 2 | 32 | 31 | 82  |
| St. Louis Stars   | 3  | 11 | 2 | 24 | 47 | 47  |
| Baltimore Bays    | 2  | 13 | 1 | 27 | 56 | 42  |

## Tabela końcowa
| Drużyna           | W  | P  | R | GZ | GS | PKT |
| ----------------- | -- | -- | - | -- | -- | --- |
| Kansas City Spurs | 16 | 4  | 4 | 78 | 41 | 167 |
| Atlanta Chiefs    | 13 | 6  | 5 | 56 | 36 | 137 |
| Dallas Tornado    | 10 | 10 | 4 | 45 | 53 | 113 |
| Baltimore Bays    | 7  | 15 | 2 | 50 | 69 | 94  |
| St. Louis Stars   | 5  | 16 | 3 | 35 | 65 | 73  |

| Zwycięzca |

| North American Soccer League 1969 Zwycięzcy |
| ------------------------------------------- |
| Kansas City Spurs 1. Tytuł                  |

## Drużyna gwiazd sezonu
| Pozycja | Pierwsza drużyna | Klub              |
| ------- | ---------------- | ----------------- |
| BR      | Leonel Conde     | Kansas City Spurs |
| OB      | John Borodiak    | Baltimore Bays    |
| OB      | Kirk Apostolidis | Dallas Tornado    |
| PO      | William Quiros   | Kansas City Spurs |
| PO      | John Best        | Dallas Tornado    |
| PO      | Joe Puls         | St. Louis Stars   |
| NA      | Pepe Fernandez   | Kansas City Spurs |
| NA      | Kaizer Motaung   | Atlanta Chiefs    |
| NA      | Manfred Seissler | Kansas City Spurs |
| NA      | Ilija Mitic      | Dallas Tornado    |
| NA      | Emment Kapengwe  | Atlanta Chiefs    |
| NA      | Art Welch        | Baltimore Bays    |

## Nagrody
- MVP: Cirilo Fernandez (Kansas City Spurs)
- Trener Roku: Janos Bedl (Kansas City Spurs)
- Odkrycie Roku: Siegfried Stritzl (Baltimore Bays)